# Relazioni bilaterali tra San Marino e Regno Unito
Le relazioni bilaterali tra San Marino e Regno Unito risalgono al 1899, quando il Regno Unito e San Marino firmarono un trattato di estradizione.

## Storia
Nel 1899, la Gran Bretagna e San Marino firmarono un trattato di estradizione e un console generale britannico fu nominato a San Marino nel 1900.
Durante la seconda guerra mondiale, la vicina Italia dichiarò guerra al Regno Unito. Si vociferò che San Marino si fosse unito all'Italia dichiarando anch'esso guerra alla Gran Bretagna, ma il governo sammarinese in seguito smentì la veridicità di queste insinuazioni. Poi, quando l'Italia si arrese, San Marino dichiarò la neutralità. Il 26 giugno 1944, le forze alleate sotto il comando britannico bombardarono erroneamente San Marino nella convinzione che stesse ospitando le forze tedesche. Il 21 settembre 1944 San Marino dichiarò guerra alla Germania.

## Diplomazia
Ai colloqui sponsorizzati dalle Nazioni Unite tra il 17 e il 22 luglio 1961, il governo britannico accettò di pagare le riparazioni sammarinesi per la somma di 80.000 sterline (circa 88.000 euro) per la loro parte nell'errato bombardamento bellico della repubblica dopo che quest'ultimo aveva presentato una richiesta di 732 milioni di lire (circa 380.000 euro). Il Regno Unito mantiene un consolato generale per San Marino a Roma. San Marino mantiene un consolato generale nel Regno Unito a Londra.